# Chojewo-Kolonia
Chojewo-Kolonia – kolonia, część wsi Chojewo, położona w Polsce, w województwie podlaskim, w powiecie bielskim, w gminie Brańsk.
W latach 1975–1998 miejscowość należała administracyjnie do województwa białostockiego.